# Vladimír Novotný (pedagog)
Vladimír Novotný (3. května 1863, Prostějov - 17. února 1936, Litovel) byl pedagog, okresní školní inspektor a veřejný činitel.

## Život
Otec Karel Novotný byl mlynářem, matka Josefa Ustrnulová pocházela z prostějovské měšťanské rodiny. V roce 1879 absolvoval reálku v Prostějově, po dokončení brněnského učitelského ústavu v roce 1881 působil na školách v Pavlovicích a Kojetíně. V roce 1889 vykonal v Příboře zkoušku pro měšťanské školy ze skupiny technických předmětů s vyznamenáním a byl jmenován odborným učitelem na měšťanských školách v Přerově, kde působil 7 let.
Od roku 1896 působil 8 let jako ředitel měšťanské chlapecké školy v Tovačově. Zde se zúčastnil společenského života, byl zde členem obecního výboru, zasedal v ředitelstvu městské spořitelny, byl předsedou občanské besedy, pokladníkem odboru jednoty lidumilů, sběratelem pro museum v Olomouci a Národní divadlo v Brně.
Od 1. prosince 1904 nastoupil jako první ředitel dívčí měšťanské školy v Litovli.
V roce 1907 byl jmenován okresním školním inspektorem pro české školy litovelského okresu, působil i jako zastupující inspektor v zábřežském a šumperském okresu.
I v Litovli se zúčastňoval veřejného života, byl činný v národních, osvětových, sociálních a charitativních spolcích. Stal se předsedou Musejní rady, předsedou Okresní péče o mládež, Okresního osvětového sboru, Musejní rady, Odboru Masarykovy ligy proti tuberkulose, místopředsedou Čsl. červeného kříže, členem Ústřední matice školské, spolku Smetana, pěveckého a hudebního odboru Sokola, šachového klubu, spolku pro podporu nemajetných studujících, členem výboru České zemské péče o mládež v Brně. Byl též redaktorem časopisu Litovelský, šternberský a šumperský kraj, kam přispíval články z historie Litovle. Podílel se na zřízení Okresního dětského domova v Litovli. 
Věnoval se práci muzejní. Když v roce 1906 byly městské muzejní sbírky přestěhovány do budovy měšťanské školy, převzal je do opatrování a pomáhal při instalování sbírek. Po založení Krajinské musejní společnosti se stal jejím prvním jednatelem.
Roku 1927 odešel do penze. Na odpočinku se věnoval i městskému archivu. Když byla v roce 1929 přestěhována registratura archivu do přízemí muzejní budovy, uspořádal ji.

## Rodina
V roce 1887 se oženil v Pavlínou Svatoňovou z Brna. Ze vztahu vzešlo 8 dětí, z nichž 6 se dožilo dospělosti: Olga (*1888), Jaroslav (*1889), Božena (*1892), Karel (*1897), Ivan (*1899) a Vladimír (*1901). Zemřel v roce 1936 v Litovli. Jeho ostatky jsou uloženy na Olšanských hřbitovech v Praze.